# Walraven Theodoor Schellaert van Obbendorf

Familiewapen
Schellaert van Obbendorf

Walraaf Theodoor van Schellardt van Obbendorf heer van Schinnen 1682-1709, Broich, en een deel van Muthagen en Leeuwen (13 maart 1652 - Schinnen, 20 december 1713) is een lid van het Huis Schellaert.

## Levensloop

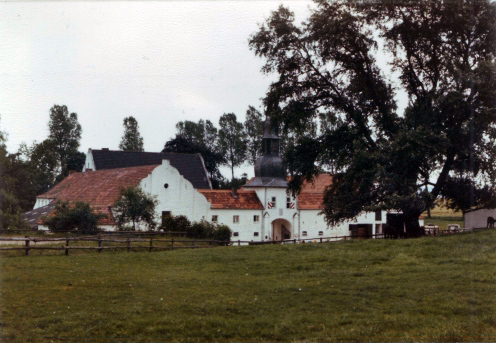
Hof Muthagen
bij Geilenkirchen

Walraaf Theodoor was een zoon van Adam François (Frans) Schellaert van Obbendorf heer van Schinnen 1660-1682, van Leeuwen uit het Huis Schellaert en Anna Marie Cathérine van Tweebrugge.
Hij voerde een proces met Jan Willem Schellaert van Reulsdorp over een jaarlijkse rente van 97 malder rogge, uit de goederen te Schinnen, welke rente de heer van Reulsdorp had te ontvangen uit een nalatenschap van het huis Schinnen. Het proces eindigde door verkoop van de rente aan Walraaf Theodoor op 21 november 1695.
Op 1 mei 1698 verpandde Walraaf Theodoor het land bij "de Swarbele Coul" aan Merten Kisters voor 200 patagons. De Swarbele Coul is een weide onder Papenhoven.
De 21e december 1699 verklaart Walraaf Theodoor schuldig te zijn aan Thomas de Negri, heer te Henri-Chapelle, 1000 Maastrichter guldens, die hij op 20 oktober 1714 betaalde.
Op 17 februari 1700 leende Walraaf van Juffrouw Elisabeth Bonhom, weduwe van Hendrick Meex, in leven ontvanger-generaal van het Prinsdom van Luik en 't graafschap Loon 1000 patagons tegen den penning twintig, en stelde als hypotheek zijne hoeve Stammen. De heer van Eynatten te Reimersbeek wilde in 't jaar 1710 aan den Mulder korenmolen eenen oliemolen aanbouwen ten nadeelé van den heer van Schinnen, die een oliemolen had te Heisterbrug. Hierover ontstond tussen Walraven en de heer van Eynatten een twist.
Meermalen verpandde hij zijn riddergoed Broich.
- Op 12 september 1704 aan 't klooster St. Georgius voor 2050 rijksdaalders en aan Joan Werner en Joan Melchior, heeren te Broich voor 1300 rijksdaalders
- 7 september 1705 aan dezelfde heeren voor 750 rijksdaalders
- 22 januari 1706 aan de gebroeders Remscheid voor 1400 rijksdaalders[1]

## Huwelijk en kinderen

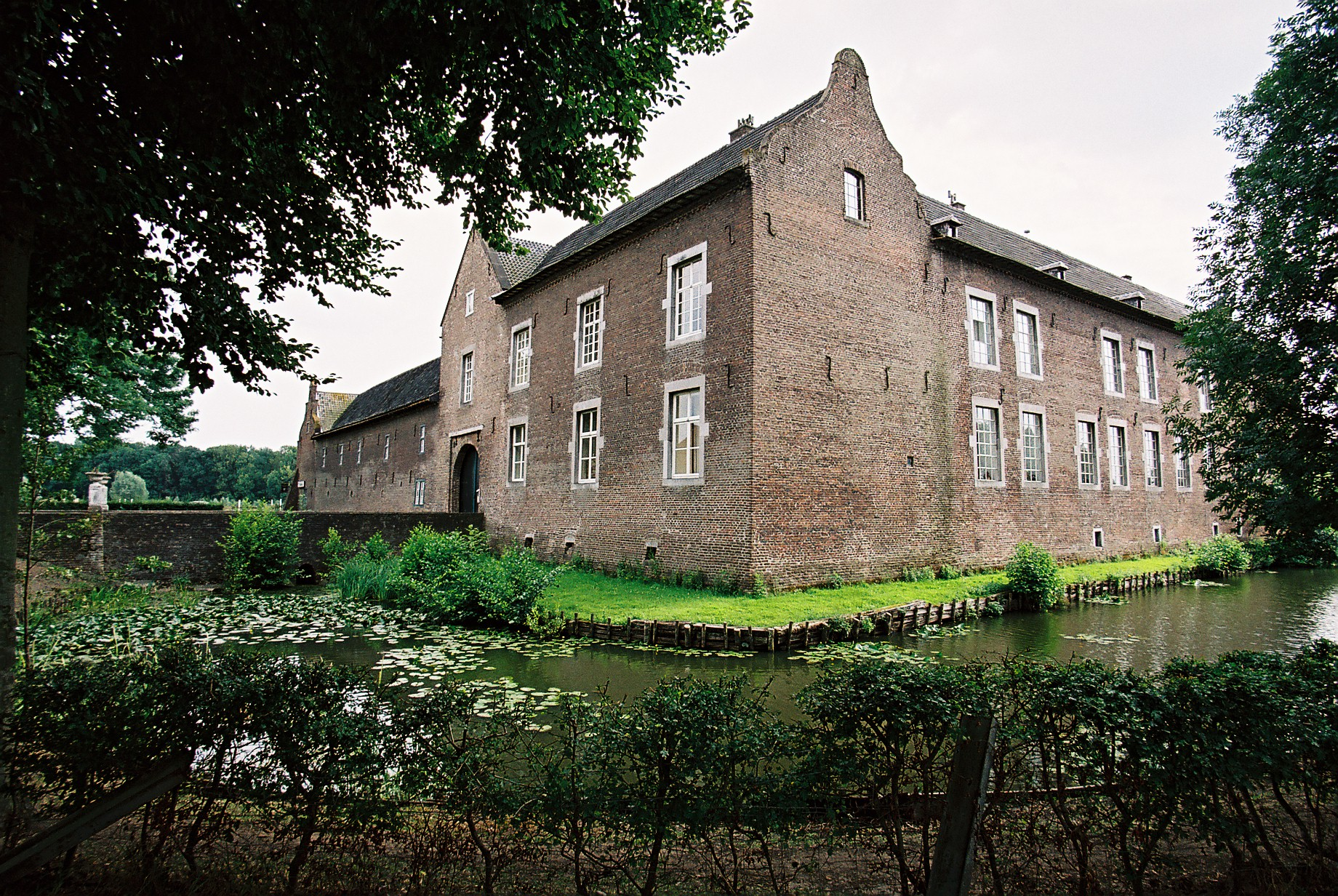
Huis Schinnen
Kasteel Terborgh

Hij trouwde op 28 augustus 1682 te Aken met Maria Anna van Eynatten van Obsinnich met dispensatie in den 3en graad van bloedverwantschap. Als huwelijksgift kreeg Walraaf Theodoor van zijn ouders de heerlijkheid Schinnen met hare jurisdictie, leenhoven, burcht met tuinen, vijvers, banmolen, oliemolen, akkers, weilanden, tienden, laatkaarten, cijnzen en het hof Stammen met jacht, visscherij, de collatie der beneficiën met diverse kapitalen.
Zijn vrouw, Maria Anna van Eynatten, is een dochter van Wijnand van Eynatten-Obsinnich en Maria Barbara Adriana Schellaert van Obbendorf (1604-1690), de dochter van Vincent Schellaert van Obbendorff. Uit hun verbintenis is geboren:
- Walram Wijnand Adam van Schellaert-Obbendorf (geboren Schinnen 15 november 1685)

Walraaf Theodoor overleed op 20 december 1713, zijn vrouw op 15 april 1721, beiden te Schinnen, alwaar zij in de familiegrafkelder werden bijgezet.